# 德國行政區劃

德国的垂直行政结构

德国行政区划是指德意志联邦共和国现有的垂直行政结构。

## 联邦和州自治
德国行政结构的最初特征是由于联邦制，必须在两个政府级别（联邦级和州级）之间进行区分。
就组织意义而言，州并非联邦的下属行政区划；即便就职能意义而言，也充其量是联邦行政通过州自治实施管理。
它们在组织方面都有所不同：
- 联邦自治管理
  - 直接联邦管理（通过联邦政府机构）
  - 间接联邦管理（尤其通过联邦直属法团）
- 州自治管理
  - 直接州管理（通过州政府机构）
  - 间接州管理（尤其通过地方法团）

它们在职能方面的区别为：
- 联邦行政通过联邦自治管理
- 联邦行政通过在联邦内设代表的州自治管理
- 联邦行政通过作为各州事务的州自治管理
- 州行政通过州自治管理

## 各州行政区划
德意志联邦共和国的每个州都有其自己的行政区划。不同州之间的结构仅具有部分可比性。
但是，根据“一体化原则”，所有州内的一般管理机构和特殊管理机构以及各个特殊管理机构在当地的责任范围应当相互一致，而这些不同的管理机构应当对一个和同一片地理区域负责（“行政地理一致”）。所有州都设有市镇，但城市州柏林和汉堡的地位与州相同。双城市州——不来梅汉萨自由市则由两座城市（不来梅及不来梅哈芬）组成。在其余13个州（加盟国）中，较小的市镇会被纳入县或类似的市镇联合体管辖。一些小型或更小的市镇仍然从属于乡或类似的市镇联合体。一些大城市会设有市镇级以下的行政单位。在某些州份则会设有较县级更高的高等地方联合体。

## 行政级别总览

按州、行政区、乡村县和非县辖城市划分的德国政区图

根据各州的体制以及州内行政结构的特点，可以作出以下示意性区分：
1. 联邦
2. 州
3. 州中级主管：
  1. 行政区（仅巴符、巴伐、黑森、北威）
  2. 监督及服务部（仅莱法）
  3. 州行政公署（仅萨安、图林根）
  4. 结构及审批部（仅莱法）
4. 州下级主管：州议会、作为州下级主管的大市长
5. 高等地方级：
  1. 州区联合体（仅北威）
  2. 专区（仅巴伐）
  3. 普法尔茨专区联合体（仅莱法）
6. 县级：
  1. 乡村县（巴符、巴伐、勃兰、黑森、梅前、下萨、莱法、萨尔、萨安、萨克森、图林根）
  2. 县（仅北威、石荷）
  3. 非县辖城市（巴伐、勃兰、不来梅、不来梅哈芬、黑森、梅前、下萨、北威、莱法、石荷、萨安、萨克森、图林根）
  4. 城市县（仅巴符）
  5. 城市市镇（不来梅）
  6. 县级特殊地方联合体（亚琛城市区、汉诺威地区、萨尔布吕肯地区联合体）
7. 市镇与县之间的行政单位：
  1. 公署（仅勃兰、梅前、石荷）
  2. 市镇管理联合体（巴符、黑森）
  3. 集合市镇（下萨）
  4. 联合市镇（勃兰登堡州、莱法、萨安）
  5. 协同管理共同体（巴符）
  6. 管理共同体（巴伐、石荷、图林根）
  7. 管理联合体（萨克森）
8. 市镇级：
  1. 市镇
  2. 城市
  3. 集市
  4. 城市镇（仅不来梅）
  5. 州（柏林）
  6. 汉萨自由市（汉堡）
9. 地方次级行政单位
  1. 市辖区（柏林、汉堡）
  2. 地辖区（黑森、莱法）如黑森州法兰克福市划分为16个辖区。